# Gemeinde Turnišče
Turnišče (ungarisch Bántornya, deutsch Thurnitz) ist der Name einer Gemeinde (Občina) und deren Hauptortes in der Region Prekmurje im äußersten Osten Sloweniens nahe der Grenze zu Ungarn.

## Lage und Einwohner
In der aus den vier Ortschaften Gomilica, Nedelica, Renkovci und Turnišče bestehenden Gemeinde leben 3495 Menschen. Im Hauptort Turnišče leben 1555 Menschen.

## Ortschaften der Gemeinde
- Gomilica (ungarisch Lendvaszentjózsef, deutsch Steinberg[2])
- Nedelica
- Renkovci (ungarisch Ujlendva, deutsch Neulimbach[2])
- Turnišče (ungarisch Bántornya, deutsch Thurnitz[2])

## Nachbargemeinden
| Beltinci  | Beltinci, Moravske Toplice                  | Dobrovnik          |
| Beltinci  | Kompassrose, die auf Nachbargemeinden zeigt | Dobrovnik, Lendava |
| Črenšovci | Črenšovci, Velika Polana                    | Lendava            |

## Sehenswürdigkeiten

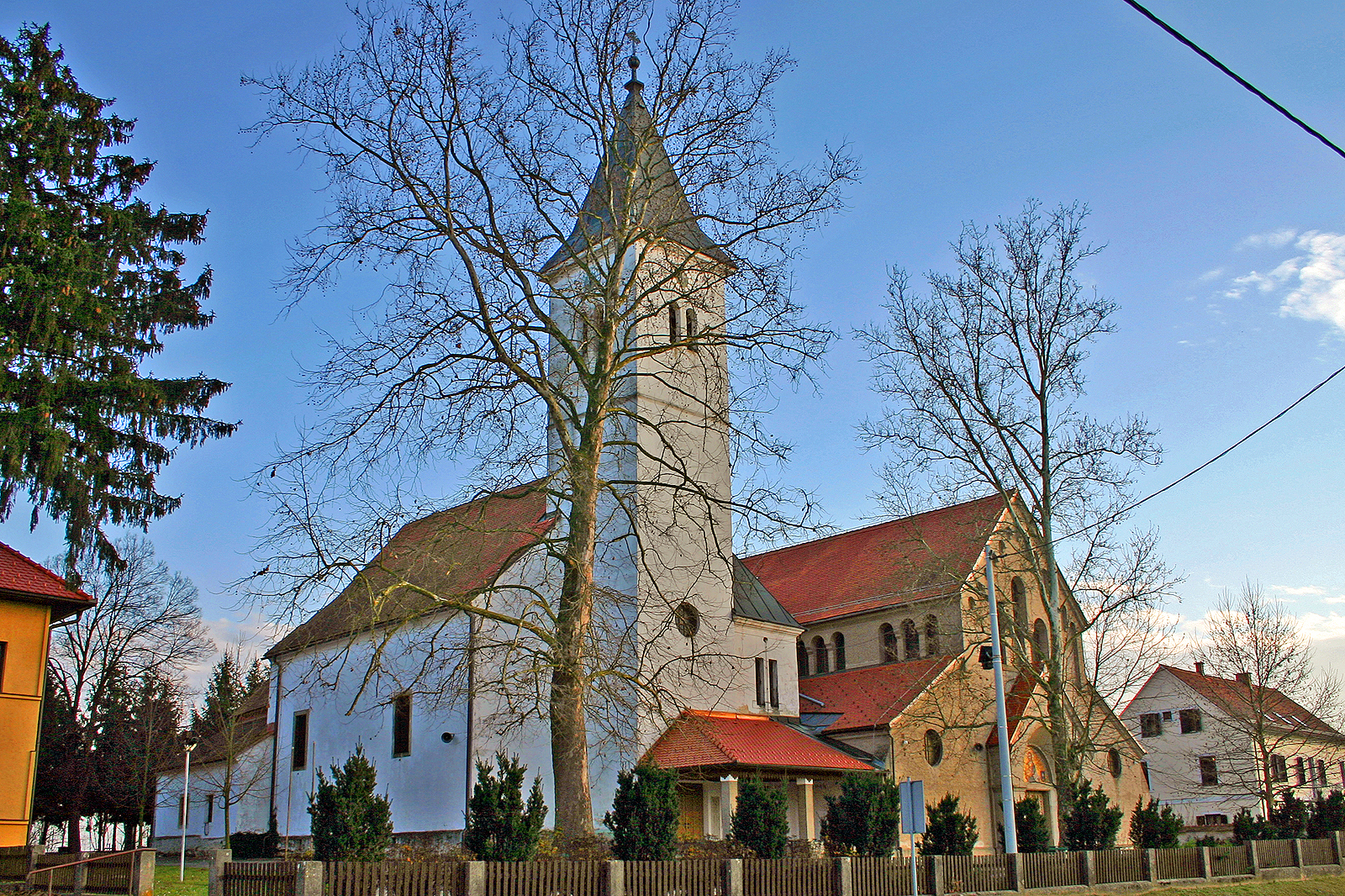
Mariä-Himmelfahrt-Kirche Turnišče

Sehenswert ist die Kirche Mariä Himmelfahrt. Sie wurde das erste Mal schon 1267 erwähnt und ist eine Wallfahrtskirche.